# 찰스 로턴
찰스 로턴(영어: Charles Laughton, 1899년 7월 1일 ~ 1962년 12월 15일)은 잉글랜드의 배우이다.

## 참여 작품
- 헨리 8세 (1933년 영화)
- 배릿 오브 윔폴 스트리트
- 레드 갭의 러글스
- 바운티 호의 반란 (1935년 영화)
- 자메이카 여인숙 (영화)
- 노틀담의 꼽추 (1939년 영화)
- 이 땅은 나의 것
- 패러딘 부인의 사랑
- 개선문 (1948년 영화)
- 오 헨리 단편집
- 홉슨의 사위 고르기
- 사냥꾼의 밤
- 검찰 측 증인
- 스파르타쿠스 (영화)